# Carpia
Carpia fue una ciudad de los iberos que, con controversias, se dice que ocupó el sitio de la antigua ciudad de Tartessos, que desapareció alrededor del año 600 a. C., o la refundación de la ciudad sumergida.   

## Historia
Pausanias, un viajero y geógrafo griego del siglo II, escribió sobre la posible conexión entre Tartessos y Carpia después de visitar la Élide: 

"Dicen que Tartessos es un río en la tierra de los iberos, que desemboca en el mar por dos bocas, y que entre ellas se encuentra una ciudad del mismo nombre. El río es el más grande de Iberia, aquel que más tarde llamaron Baetis, y hay algunos que piensan que Tartessos era el antiguo nombre de Carpia, una ciudad de los iberos."
Pausanias (VI,19,3).